# Plantígrad
Els plantígrads són els mamífers terrestres que en contraposició als digitígrads, que ho fan amb els dits, caminen recolzant-se sobre tota la planta de l'extremitat.
Entre els animals plantígrads es troben els humans, ossos rentadors, mosteles o els ossos.